# Болівія на зимових Олімпійських іграх 2022
Болівія взяла участь у зимових Олімпійських іграх 2022, що тривали з 4 до 20 лютого в Пекіні (Китай).
Збірна Болівії складалася з двох чоловіків, що змагалися у двох видах спорту. Сімон Брайтфус Каммерландер ніс прапор своєї країни на церемонії відкриття.

## Спортсмени
Кількість спортсменів, що взяли участь в Іграх, за видами спорту.
| Вид спорту          | Чоловіки | Жінки | Загалом |
| ------------------- | -------- | ----- | ------- |
| Гірськолижний спорт | 1        | 0     | 1       |
| Лижні перегони      | 1        | 0     | 1       |
| Загалом             | 2        | 0     | 2       |

## Гірськолижний спорт
Від Болівії на Ігри кваліфікувався один гірськолижник, що відповідав базовому кваліфікаційному критерію.
| Сімон Брайтфус Каммерландер | Швидкісний спуск (чоловіки) | Н/Д | 1:48.26 | 34 |
| Сімон Брайтфус Каммерландер | Супергігант (чоловіки)      | Н/Д | НФ      | НФ |

## Лижні перегони
Від Болівії на Ігри кваліфікувався один лижник, що відповідав базовому кваліфікаційному критерію.
Дистанційні перегони
| Спортсмен           | Дисципліна                        | Класичний стиль | Класичний стиль | Вільний стиль | Вільний стиль | Фінал   | Фінал       | Фінал |
| Спортсмен           | Дисципліна                        | Час             | Місце           | Час           | Місце         | Час     | Відставання | Місце |
| ------------------- | --------------------------------- | --------------- | --------------- | ------------- | ------------- | ------- | ----------- | ----- |
| Тімо Юхані Гренлунд | 15 км класичним стилем (чоловіки) | Н/Д             | Н/Д             | Н/Д           | Н/Д           | 49:27.0 | +11:32.2    | 89    |